# Veckbrosking
Veckbrosking (Marasmius siccus) är en svampart som tillhör divisionen basidiesvampar. Den beskrevs först av Schwein. och fick sitt nu gällande namn av Elias Fries. Veckbrosking ingår i släktet Marasmius, och familjen Marasmiaceae. Enligt den finländska rödlistan är arten nära hotad i Finland. Arten är reproducerande i Sverige. Artens livsmiljö är alpina ängar.